# Jan van der Bij
Jan van der Bij, född 25 september 1991 i Drachten, är en nederländsk roddare.

## Karriär
I oktober 2020 vid EM i Poznań tog van der Bij guld tillsammans med Boudewijn Röell, Sander de Graaf och Nelson Ritsema i fyra utan styrman. I juli 2021 slutade samma lag på sjätte plats i fyra utan styrman vid OS i Tokyo.
Under 2023 var van der Bij en del av Nederländernas lag i åtta med styrman som tog brons vid EM i Bled och silver vid VM i Belgrad. Vid olympiska sommarspelen 2024 i Paris var han en del av Nederländernas lag som tog silver i åtta med styrman. Vid EM 2025 i Plovdiv var van der Bij en del av Nederländernas lag som tog silver i åtta med styrman.